# 市口侑果
市口侑果（日语：／ Ichiguchi Yuka，1992年7月3日—）是一名出生於日本大阪府的壘球選手，司職二壘手，目前效力於日本壘球聯盟Bic Camera高崎。她曾隨隊參加2020年夏季奧林匹克運動會壘球比賽，結果獲得金牌。

## 獎項
- 日本女子壘球聯盟最佳九人：2回（游擊手部門：2018年；二壘手部門：2020年）